# Njemačka reprezentacija u rukometu na pijesku
Njemačka reprezentacija u rukometu na pijesku predstavlja Njemačku u športu rukometu na pijesku.
Krovna organizacija za ovu reprezentaciju je Njemački rukometni savez.

### Sudjelovanja na velikim natjecanjima
Svjetska prvenstva:
- SP 2004.: -
- SP 2006.: 8. mjesto
- SP 2008.: -
- SP 2010.: -
- SP 2012.: -
- SP 2014.: -
- SP 2016.: -

Europska prvenstva:
- EP 2007.: ?
- EP 2009.: ?
- EP 2011.: -
- EP 2013.: -
- EP 2015.: 8. mjesto

Svjetske igre:
- 2001.: ?
- 2005.: ?
- 2009.: -
- 2013.: -

## Vanjske poveznice
- (šp.) Sve o odbojci na pijesku